# Маллах (Каван)
Маллах (англ. Mullagh [mə`la:x]; ирл. An Mullach, «курган») — деревня в Ирландии, находится в графстве Каван (провинция Ольстер) рядом с трассами R191 и R194.

## Демография
Население — 679 человек (по переписи 2006 года). В 2002 году население составляло 479 человек.
Данные переписи 2006 года:
| Общие демографические показатели |               |                               |                               |      |      |
| Всё население                    | Всё население | Изменения населения 2002—2006 | Изменения населения 2002—2006 | 2006 | 2006 |
| 2002                             | 2006          | чел.                          | %                             | муж. | жен. |
| 479                              | 679           | 200                           | 41,8                          | 342  | 337  |